# Sandbäckshults naturreservat
Sandbäckshults naturreservat är ett naturreservat i Mönsterås kommun i Kalmar län i Småland.
Området är naturskyddat sedan 2025 och är 129 hektar stort. Reservatet ligger väster om Blomstermåla och består av en sträcka av Alsterån med omgivande svämlövnaturskogar och öppna våtmarker.